# Río Branco (Uruguai)

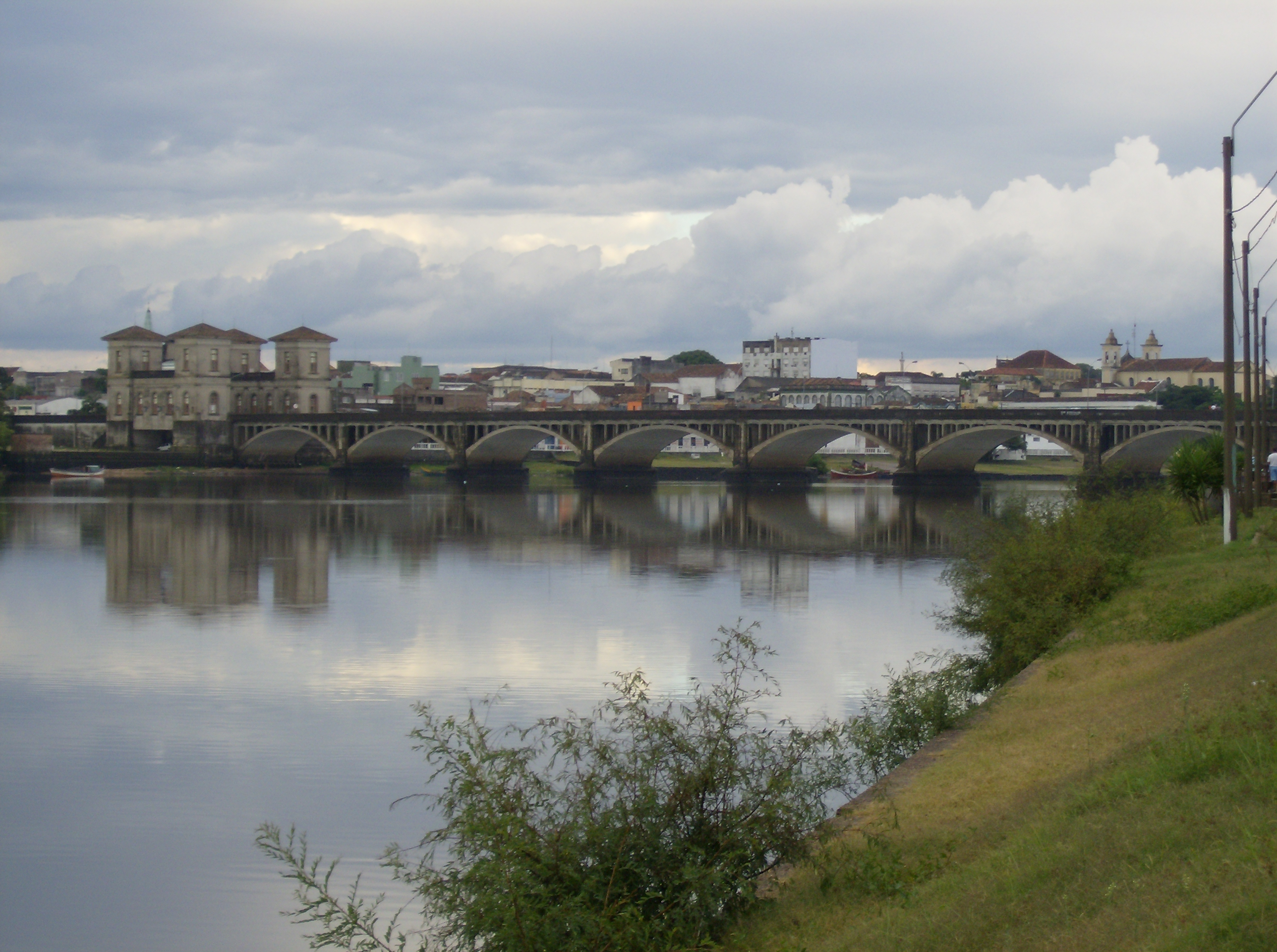
Fronteira entre Brasil e Uruguai pelo Rio Jaguarão, vista por Río Branco

Río Branco é uma cidade do Uruguai localizada no departamento de Cerro Largo. A cidade deve seu nome ao brasileiro Barão do Rio Branco, sendo limítrofe com a cidade brasileira de Jaguarão.